# آنا كريفشينا
آنا ألكساندروفنا كريفشينا (بالروسية: Анна Александровна Крившина؛ من مواليد 15 مايو 1996) هي سباحة بارالمبية روسية، شاركت في دورة الألعاب البارالمبية الصيفية 2020، فازت بالميدالية الذهبية في سباق التتابع الحر المختلط 4 × 100 متر 49 نقطة والميدالية الفضية في سباق 50 متر حرة للسيدات آس 13.